# Hongqi LS5
Hongqi LS5 — выпускавшийся в 2015—2017 годах полноразмерный внедорожник китайского автопроизводителя Hongqi, дочерней компанией FAW.
Первый внедорожник марки, не поставлялся на рынок, производился только для использования китайским правительством.

## История
Компания Hongqi заявила о планах выпуска внедорожника в 2009 году, в 2012 году подтвердила, что выпустит в 2014 году внедорожник.
Впервые модель была представлена в апреле 2015 года на Шанхайском автосалоне в качестве прототипа Hongqi P504.
Выпуск серийной модели был начат в сентябре 2015 года на заводе Hongqi в Чанчуне.
Официально модель была показана на Пекинском автосалоне в мае 2016 года.
Компания заявляла, что модель является собственной разработкой, но единственная официальная информация: 4,0-литровый двигатель V8 с двойным турбонаддувом мощностью 381 л. с., разгон «0-100 км/ч» за 8,1 сек., максимальная скорость в 220 км/ч. технические характеристики так и остались загадкой, высказывались предположения, что в основе конструкции — Mercedes-Benz GLK или Toyota Land Cruiser 100.
Интерьер салона отсылал к интерьеру культового седана Hongqi CA770 — тонкое рулевое колесо с внутренним полукольцом для звукового сигнала и эмблемой — «Золотым подсолнухом», отсутствие приборной доски перед водителем, вся информация отображалась на двух центральных экранах.
Модель никогда не продавалась на рынке. Это был лимузин для высших должностных лиц Коммунистической партии Китая и командования НОАК.
Число выпущенных экземпляров неизвестно, встречались в трёх цветах: черном, белом и зелёном. Белый экземпляр выставлен в Пекинском автомузее.

## Галерея

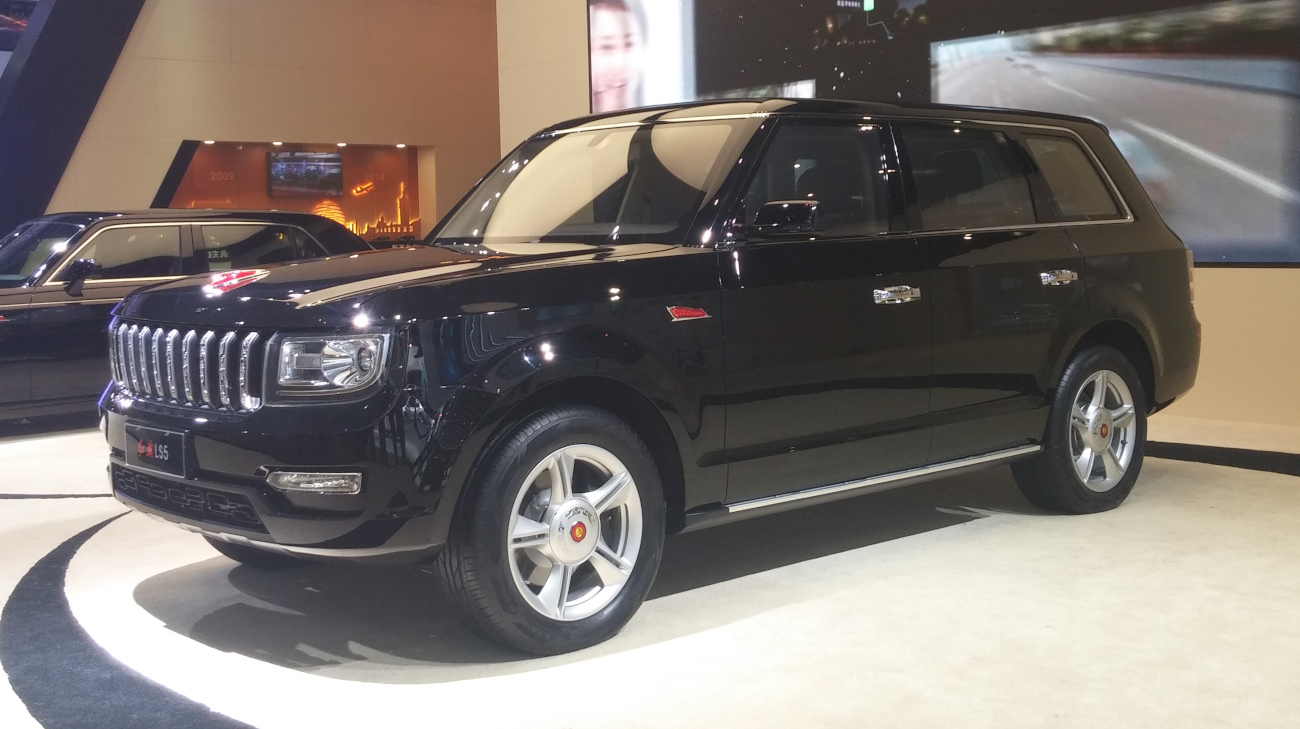
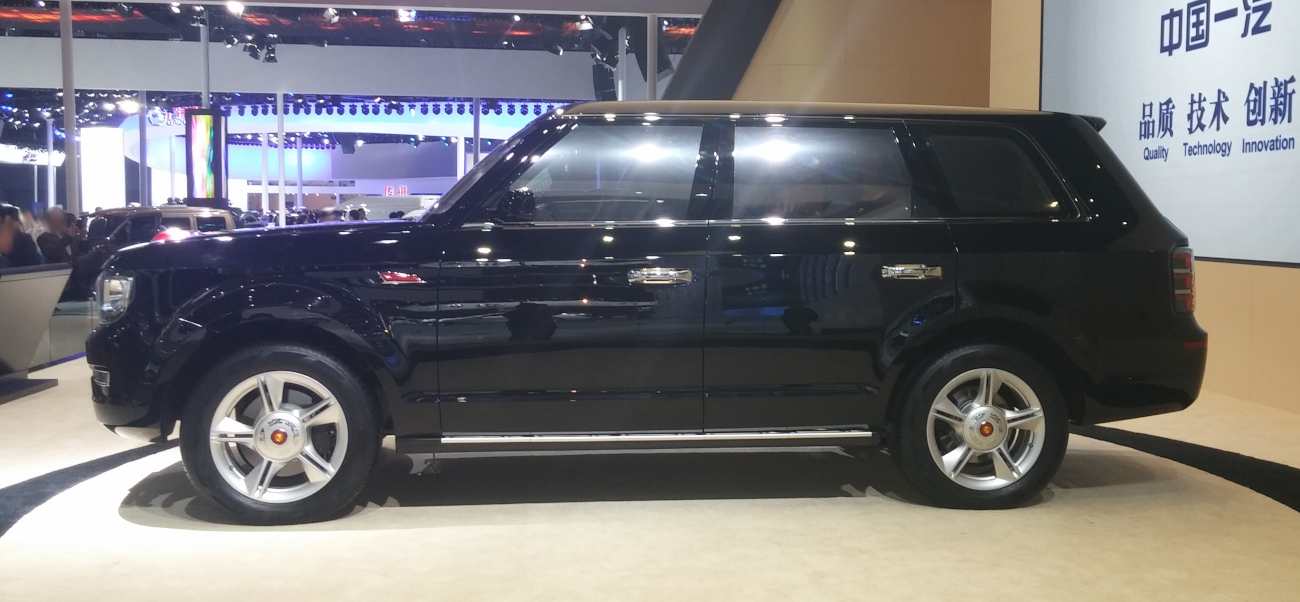
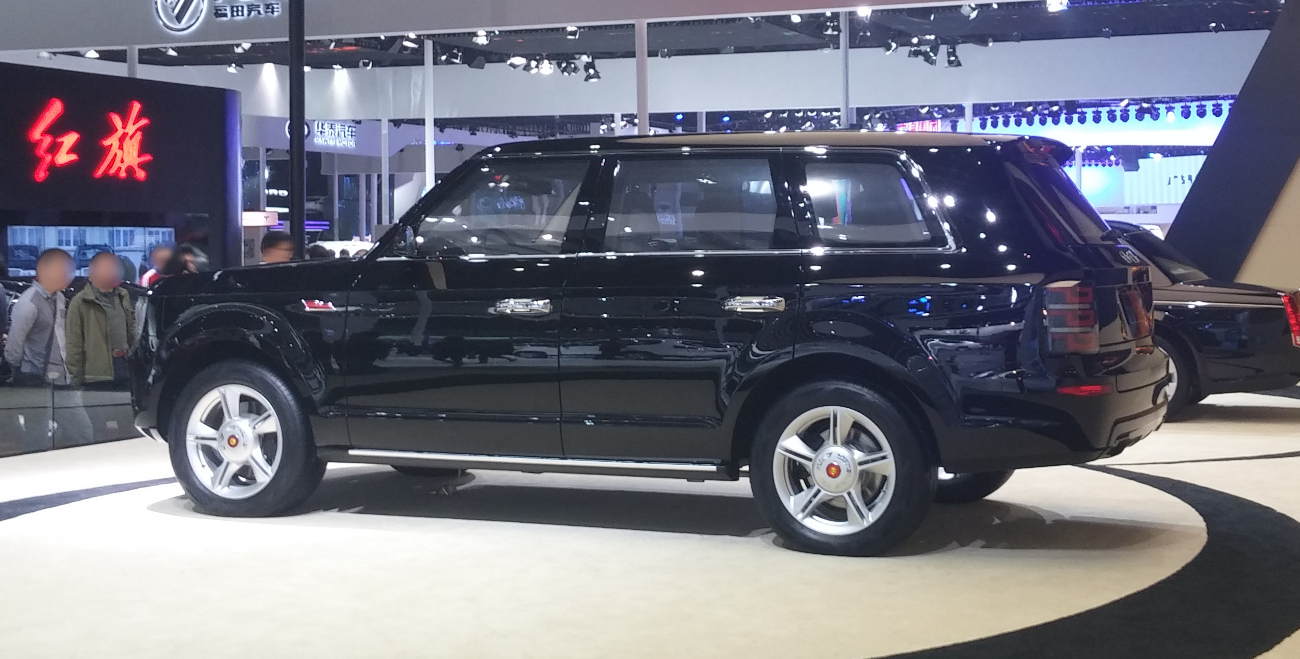